# Carlos Antero Ferreira
Carlos Antero Lopes Ferreira (Santos-o-Velho, Lisboa, 24 de fevereiro de 1932 – Lisboa, 14 de janeiro de 2017) foi um poeta, arquiteto, ensaísta, historiador e professor catedrático português.
Fez o seu percurso académico em Lisboa, tendo frequentado o Ensino Primário no Colégio de Alvalade, o Ensino Secundário no Colégio Moderno e no Liceu Camões. Diplomou-se no ano de 1958 em Arquitetura, com a classificação de 18 valores, "Muito Bom com Distinção" na Escola Superior de Belas-Artes de Lisboa.
Faleceu a 14 de Janeiro de 2017, num hospital de Lisboa, vítima de fibrilhação cardíaca.

## Arquitetura e áreas afins
Iniciou a prática profissional no escritório do Prof. Cristino da Silva, em Lisboa, onde colaborou na elaboração de grandes projetos, tendo posteriormente desenvolvido atividade por conta própria, até 1983, e dirigido gabinetes de arquitetura de empreendimentos imobiliários, como os do Novo Carnaxide (1964) e do projeto Miraflores, 1.ª fase do Plano de Urbanização do Vale de Algés (1967).
Paralelamente com a arquitetura, exerceu atividade de designer na área de mobiliário, nessa qualidade tendo participado em Lisboa na 1ª Exposição de design português organizada pelo Instituto Nacional de Investigação Industrial, e Interforma – Equipamento de Interiores em 1971 e actividade de consultor na área pioneira da Prevenção e Segurança contra Incêndio em Edifícios (1970-1973).
No âmbito da Salvaguarda do Património Cultural edificado, desempenhou também funções de consultadoria, promoção e divulgação, na área científica da Fotogrametria de Arquitetura e Arqueologia, tendo acompanhado a execução em Portugal, dos primeiros levantamentos estereofotogramétricos de edifícios e monumentos (1981-1987).
Após a aposentação da função pública (1998) elaborou Estudos e Pareceres relacionados com a classificação de imóveis urbanos e projetos de recuperação e reutilização de edifícios, em zonas de protecção de imóveis classificados.

## Carreira Docente
Segundo Assistente convidado, com regência de cadeira, do curso de Arquitetura da Escola Superior de Belas-Artes de Lisboa (1963), de cuja Biblioteca foi o primeiro Diretor (1968); Professor Agregado, por concurso de provas públicas (1964); Primeiro Assistente no mesmo ano e Professor das Cadeiras de Tecnologia da Arquitetura, aprovado em concurso de provas públicas, em mérito absoluto e relativo (1967).
Com a criação da Faculdade de Arquitetura da Universidade Técnica de Lisboa, de cuja Comissão Instaladora fez parte desde 1983, foi nomeado Professor Associado em 1984, passando a Professor Catedrático em 1989 e Professor Catedrático com Nomeação Definitiva em 1991.
Primeiro Presidente do Conselho Científico da Faculdade de Arquitetura de Lisboa, eleito para quatro mandatos, Presidente do Conselho Pedagógico e Presidente do Conselho Diretivo.
Na mesma Faculdade de Arquitetura, patrocinou em 1983 a criação do Curso de Mestrado em "Recuperação do Património Arquitetónico", e fundou o primeiro curso de pós-graduação em Portugal na especialidade de "Conservação e Recuperação de Edifícios e Monumentos", que se repetiu nos anos seguintes, de 1984, 1985 e 1986.
Senador da Universidade Técnica de Lisboa, por inerência de cargo diretivo.
Professor Convidado (1986, 1987, 1988) do curso "Patologia, Reabilitação e Manutenção de Estruturas e Construções", do Instituto Superior Técnico.
Diretor e Presidente do Conselho Escolar (2000-2003), do departamento de Arquitetura da Escola Universitária Vasco da Gama, em Coimbra.
Professor Convidado dos Cursos Livres Internacionais de Santarém, sobre Património Cultural.
Foi o Professor Decano da Faculdade de Arquitetura da Universidade de Lisboa (UTL, UL).
Doutor Honoris causa em Belas-Artes pela Academia de Santo Estêvão de Jerusalém.

## Academias e outras instituições

### Academias
- Academia Portuguesa da História, Académico de Mérito[10]
- Academia Nacional de Belas-Artes, Académico Efetivo e Secretário-Geral
- Academia de Letras e Artes de Portugal, Académico de Honra e Presidente da Assembleia Geral[11]
- Academia Belgo-Espanhola de História, Académico de Número
- Academia Portuguesa de Ex-Líbris, Académico de Honra
- Academia Falerística de Portugal, Académico Efetivo
- Academia Internacional de Heráldica, Académico Honorário

### Outras intituições
- Junta Nacional da Educação, JNE, Vogal da 1.ª Secção (Ensino Superior)
- Associação Portuguesa de Historiadores de Arte, Sócio de Mérito
- Centro de Investigação Joaquim Veríssimo Serrão, CIJVS, Membro Investigador
- Instituto Preste João das Índias, Membro Honorário
- Instituto de Estudos Histórico-Militares Napoleão I, Membro de Mérito
- Sociedade de Geografia de Lisboa, Diretor
- Associação Portuguesa para a Qualidade Industrial (APQI), Presidente para a Indústria da Construção
- Conselho Superior de Defesa e Salvaguarda do Património, Conselheiro
- Conselho Superior de Ciência e Tecnologia, Conselheiro
- Conselho Superior das Bibliotecas Portuguesas, Conselheiro
- Instituto Nacional de Investigação Científica (INIC), Conselheiro
- Instituto de Alta Cultura, Vogal de Comissões ad hoc
- Secretaria de Estado da Cultura, Conselheiro Cultural
- Fundação Millennium bcp, Conselheiro
- Fórum UNESCO Portugal ― Universidade e Património, Conselheiro
- Red Iberoamericana del Patrimonio Cultural, Membro
- National Geographic Society, Membro Fundador em Portugal
- Conselho Internacional de Monumentos e Sítios (ICOMOS)
  - International Council on Monuments and Sites (Comissão Nacional), Presidente da Assembleia Geral[12]
  - Comité International de Photogrammétrie Architecturale, CIPA, Membro de Honra e Delegado Nacional
  - International Training Committee, Membro Efetivo
- Conselho da Europa (Estrasburgo), Comité do Património Cultural, Membro
- Comissão das Comunidades Europeias (Bruxelas, DGX), Perito Especialista em Património Cultural

## Altos cargos na Administração Pública
- Instituto Português do Património Cultural (IPPC) — Presidente (1990-1992)[13][14]
- Instituto Português do Património Arquitectónico e Arqueológico (IPPAR) — Presidente (1992-1993)[15]
- Fundação das Descobertas, Centro Cultural de Belém (atualmente Fundação Centro Cultural de Belém), Presidente, Presidente do Conselho de Administração e Presidente do Conselho Diretivo (1993-1996)[16][17]

## Distinções Honoríficas  Condecorações e outras honrarias
- Medalha Cultural de Ouro, de Itália (1964)
- Medalha de Mérito, Classe de Ouro, da Academia Nacional de Belas-Artes (1996)
- Grã-Cruz do Mérito do Descobridor do Brasil Pedro Álvares Cabral (Diploma de Honra, de 16 de Dezembro de 2000)
- Comendador Honorário da Real Ordem de São Miguel da Ala (Carta de nomeação de 29 de Setembro de 2005)
- Cavaleiro Grande Cruz do Colar D. Pedro I Imperador do Brasil (“Decreto Magistral” de IX.X.MMVI)
- Irmão Confrade Grã Cruz de Mérito da Real Confraria de São Teotónio (Diploma de 22 de Novembro de 2008)
- Member of Honour, Royal Institute Mohamed Ali (Diploma 10/13, datado de 26 de Julho de 2013)
- Elogio do Deputado Prof. João Rosado Correia, na Assembleia da República (1990)
- Louvor do Secretário de Estado da Cultura, Dr. Pedro Santana Lopes, publicado no “Diário da República”, II Série, N.º 53, de 4 de Março de 1993[18]
- Elogio do Presidente do Tribunal de Contas, Prof. António de Sousa Franco, constante do “Relatório do Presidente”, datado de 6 de Junho de 1995
- Louvores Públicos da Associação Portuguesa de Municípios com Centro Histórico (1993 e 2013)[19]

## Livros / Publicações
Autor de mais de 200 títulos, entre livros e opúsculos, e textos em publicações periódicas e em série (Revista "Binário"; Jornal de Artes e Letras"; "Diário Popular"; "Diário de Notícias"; "A Capital"; "Tempo"; "Expresso"; "Belas-Artes, Revista e Boletim da Academia Nacional de Belas-Artes"; "Anais da Academia Portuguesa da História"; "ABC Portugal"; "GEHA, Revista de História e Fenomenologia da Arquitetura e do Urbanismo"; "Estudos Arqueológicos de Oeiras"; "Boletim Informativo da Associação Portuguesa de Historiadores de Arte", etc.
| Ano  | Título Livro / Publicação / Comunicações                                                                    | Editora / Conferência | Referências e notas |
| ---- | --- | --- | --- |
| 1961 | Cultura arquitectónica e caricatura                                                                         | Revista Binário | [ 20 ] |
| 1964 | Arquitectura e monumentalidade                                                                              | Faculdade de Belas-Artes da Universidade de Lisboa (ESBAL)                                                                                                | [ 21 ] |
| 1964 | Arquitectura e monumentalidade                                                                              | Fundo Piloto (Espólio do Professor Vitor Piloto) | [ 21 ] |
| 1969 | A luz | Conferência proferida no 1º Congresso Europeu da Luz | [ 21 ] |
| 1971 | Arquitectura na universidade                                                                                | Artigo publicado no Diário de Notícias de 7 de Julho de 1971 e na revista Binário, n. 153                                                                 | [ 21 ] |
| 1971 | Prevenção e segurança contra incêndio na arquitectura de edifícios                                          | Comunicação apresentada ao 1º Congresso Nacional de Seguros                                                                                               | [ 21 ] |
| 1972 | Betão aparente em Portugal                                                                                  | Associação Técnica da Indústria do Cimento (Lisboa) | [ 21 ] |
| 1972 | A importância da arquitectura industrial na prevenção                                                       | Oficinas Gráficas da Editorial Franciscana (Conferência inaugural do Colóquio "A Prevenção e o Desenvolvimento Industrial" proferida no Auditório da FIL) | [ 21 ] |
| 1974 | Prevenção e arquitectura                                                                                    | Soc. Industrial Gráf. | [ 22 ] |
| 1985 | A ciência fotogramétrica ao serviço do inventário e conservação do património arquitectónico e arqueológico | Instituto Geográfico e Cadastral | [ 21 ] |
| 1985 | Arquitectura na Universidade                                                                                | Instituto Superior de Engenharia de Lisboa | [ 21 ] |
| 1987 | Mathias Ayres, tratadista do "problema de architectura civil" no século XVIII português                     | Revista e boletim da Academia Nacional de Belas-Artes | [ 21 ] [ 23 ] |
| 1987 | Tapada da Ajuda - O palácio de exposições                                                                   | editora Passado Presente | [ 21 ] [ 24 ] |
| 1989 | Betão: a idade da descoberta                                                                                | editora Passado Presente | [ 25 ] |
| 1991 | Elogio histórico do arquitecto Eugénio Corrêa                                                               | | [ 21 ] |
| 1991 | As origens do betão armado em Portugal e o registo de patente de François Hennebique                        | | [ 21 ] |
| 1991 | A reforma setecentista da universidade e o ensino da arquitectura em Portugal no século XVIII               | (Comunicação apresentada ao Congresso História da Universidade de Coimbra no 7o centenário da sua fundação)                                               | [ 21 ] [ 26 ] |
| 1992 | Restauro dos monumentos históricos                                                                          | Instituto Português do Património Cultura (Comunicação apresentada ao Simpósio Europeu das Empresas de Restauro do Património Documental, Estrasburgo)    | [ 21 ] |
| 1992 | Valorizar e desenvolver as áreas de património classificado                                                 | Instituto Português do Património Arquitetónico (IPPAR) (Conferência realizada no Porto em Junho de 1992)                                                 | [ 21 ] [ 27 ] |
| 1998 | A universidade e a ciência do património                                                                    | | [ 28 ] |
| 2000 | O património mundial, a sociedade da ilusão da eternidade e o novo milénio                                  | Publicação da Câmara Municipal de Santarém | [ 29 ] |
| 2002 | Simbolos, Gerações e História                                                                               | Academia de Letras e Artes | co-autor com Professor Doutor António Sousa Lara, Professor Doutor Dom Afonso de Ceballos Escalera, Tenente-Coronel José Manuel Pedroso Silva, Mestre Paulo Morais Alexandre, Com. Sérgio Avelar Duarte, Dr. João Aníbal Henriques, Dra. Elisa Frugnoli, Professor Doutor Romero Bandeira e Dr. Damián Yanez Neira |
| 2003 | A Casa da Torre : reflexão em torno do primeiro solar português no Brasil                                   | | [ 30 ] |
| 2005 | Academia de Belas Artes : da fundação aos novos académicos                                                  | | [ 31 ] |
| 2006 | Basílica de Nossa Senhora dos Mártires e outras Igrejas do Chiado                                           | Fundação Sousa Pedro | co-autor com Cónego Armando Duarte e Dr. Vítor dos Reis |
| 2007 | Castelo da Mina: da fundação às representações iconográficas dos séculos XVI e XVII                         | Livros Horizonte ISBN 978-972-24-1492-5 Erro de parâmetro em {{ISBN}}: soma de verificação                                                                | [ 33 ] |
| 2008 | Preto no branco                                                                                             | | [ 34 ] |
| 2009 | Academia Nacional de Belas-Artes (1932-2007)                                                                | Fundação Sousa Pedro | [ 32 ] |
| 2011 | Breve tratado dos dias                                                                                      | Tip. Abreu, Sousa & Braga | [ 35 ] |
| 2014 | Prova de vida                                                                                               | | [ 36 ] |

## Prémios
- Prémio José de Figueiredo, da Academia Nacional de Belas-Artes (1989) com Betão : a idade da descoberta[37]
- Prémio Calouste Gulbenkian - Presença de Portugal no Mundo, da Academia Portuguesa da História (2002) com o livro Castelo da Mina: da fundação às representações iconográficas dos séculos XVI e XVI[38]
- Primeiro Prémio no Concurso municipal para a concepção do monumento a Santo António, em Alvalade, Lisboa, em colaboração com o Prof. Escultor António Duarte (projecto de 1971, não executado integralmente).